# Artibeus aztecus
Artibeus aztecus је врста слепог миша из породице љиљака-вампира (Phyllostomidae).

## Распрострањење
Ареал врсте покрива средњи број држава. Присутна је у следећим државама: Мексико, Панама, Гватемала, Хондурас, Костарика и Салвадор.

## Станиште
Станиште врсте су шуме. 

## Угроженост
Ова врста је наведена као последња брига, јер има широко распрострањење и честа је врста.